# Elías Calixto Pompa
Elías Calixto Pompa Lozano (Hacienda El Palmar, Guatire, 14 de octubre de 1837 - Caracas, 20 de diciembre de 1887) fue un poeta, periodista y político venezolano.

## Carrera
De formación autodidacta, logró ser diputado de la Asamblea Legislativa por el Distrito Caucagua. Sus padres fueron el coronel Gerónimo Pompa Landaeta (prócer de la Guerra de Independencia) y Doña Gerónima Pompa Prado.
Colaboró con los periódicos “El Federalista”, “El Porvenir”, “Diario de Avisos”, “El siglo”, “El Independiente” y “El Fonógrafo”. En Ciudad Bolívar, en 1863, publicó sus primeros artículos en la prensa local. Utilizó el seudónimo de «Huascar», pero hizo popular el de «K-Listo», con el que firmó casi todos sus escritos. Ocupó pequeños cargos burocráticos, pero su verdadera ocupación fue el comercio, al que dedicó buena parte de su vida. Durante el gobierno de Antonio Guzmán Blanco, fue prisionero en 1876 y tuvo que salir exiliado a Estados Unidos en 1879. Durante su exilio en Nueva York, el 13 de septiembre de 1879, la compañía de teatro española de Secundino Annexy, subvencionada por el gobierno venezolano, escenificó en Caracas una obra suya, el drama en 4 actos en verso  Un duelo literario que fue un éxito. En 1879, se representó también Chascos de amor o el corazón y la cara comedia en un acto y en verso. En 1887, la compañía Annexy estrenó otro de sus dramas  Violante . Su obra se halla dispersa en periódicos y revistas de la época. José María de Rojas incluyó en la Biblioteca de Escritores Venezolanos Contemporáneos algunos de sus mejores poemas.
El Liceo Elías Calixto Pompa es una institución educativa pública situada en la ciudad de Guatire, Venezuela considerado patrimonio cultural de la ciudad. Fue fundado en 1950 y es el colegio más antiguo del Municipio Zamora que albergó una coeducación (educación mixta).

## Principales obras literarias
Piezas de teatro: 
- Chascos de amor, o, El corazón y la cara (1871)
- Un duelo Literario, también conocida como La dama de la Careta (1879)
- Violante
- Estudia

Libros de compilaciones de versos:
- Versos de K-Listo (1879)
- Páginas de diversos colores (1883)

Trabaja
Trabaja, joven, sin cesar trabaja:
la frente honrada que en sudor se moja,
jamás ante otra frente se sonroja,
ni se rinde servil a quien la ultraja.
Tarde la nieve de los años cuaja
sobre quien lejos la indolencia arroja;
su cuerpo al roble por lo fuerte, enoja;
su alma del mundo al lodazal no baja.
El pan que da el trabajo es más sabroso
que la escondida miel que con empeño
liba la abeja en el rosal frondoso.
Si comes ese pan serás tu dueño,
mas si del ocio ruedas al abismo
todos serlo podrán, menos tú mismo.
Elías Calixto Pompa
(soneto incluido en el poemario: 'Versos de K-Listo'